# Зміни адміністративно-територіального поділу РРФСР
Наведені усі важливі зміни адміністративно-територіального поділу Російської Радянської Федеративної Соціалістичної Республіки в хронологічному порядку

## 1910-ті роки

### 1917
- 20 квітня створена Алтайська губернія (центр — Барнаул) з частини Томської губернії
- 1 липня створена Букеєвська губернія (центр — Урда) з частини Астраханської губернії
- 7 листопада створена Російська Радянська Федеративна Соціалістична Республіка (РРФСР) (столиця — Петроград)
- 18 грудня декрет РРФСР про незалежність Фінляндії. Створена Фінляндія (центр — Гельсінкі) з Фінляндського генерал-губернаторства.

### 1918
- 1 січня створена Ставропольська Радянська Республіка (центр — Ставрополь) з Ставропольської губернії
- 3 березня створена Терська Радянська Республіка (центр — місто П'ятигірськ) з Терської губернії. Брестська угода РРФСР та Німеччини (а також Австро-Угорщини, Болгарії та Туреччини). Територія Польщі, Прибалтики, західних частин Білорусі та України вийшли зі складу РРФСР
- 6 березня новим центром Терської Радянської Республіки (замість П'ятигорська) став Владикавказ
- 12 березня новою столицею РРФСР (замість Петрограда) стала Москва
- березень створена Чорноморська Радянська Республіка (центр — Туапсе) з Чорноморської губернії
- 13 квітня створена Кубанська Радянська Республіка (центр — Катеринодар) з Кубанської області
- 30 квітня створена Туркестанська Радянська Федеративна Республіка (центр — Ташкент, 5 230 000 чол., 1920 рік) до складу увійшли Закаспійська, Самаркандська, Семиреченська, Сирдар'їнська та Ферганська області, з частини Сирдар'їнської губернії створена Амудар'їнська область Туркестанської АРСР (центр — Чимбай)
- 30 травня створена Кубано-Чорноморська Радянська Республіка (центр — Катеринодар) з Кубанської та Чорноморської Радянських Республік
- 10 червня створена Череповецька губернія з частини Новгородської губернії
- 20 червня створена Іваново-Вознесенська губернія з частин Костромської і Володимирської губернії
- 7 липня створена Північно-Кавказька Радянська Республіка (центр — Катеринодар) з Кубано-Чорноморської, Терської та Ставропольської Радянських Республік
- 24 липня створена Північно-Двінська губернія (центр — Великий Устюг) з частини Вологодської губернії
- 17 серпня новим центром Північно-Кавказької Радянської Республіки (замість Катеринодара) став П'ятигорськ
- 19 жовтня створена АО німців Поволжя (Трудова Комуна німців Поволжя) (центр — Саратов) — з частини Самарської губернії
- грудень ліквідована Північно-Кавказька Радянська Республіка (у зв'язку з заняттям території військами білої гвардії)

### 1919
- 7 січня до складу РРФСР увійшла УРСР
- 21 лютого створена Башкирська Радянська Республіка (центр — селище Темясове, формально — незалежна) з частини Оренбурзької та Уфимської губерній, частина Оренбурзької губерній увійшла до Уфимської губернії
- 29 березня створена Царицинська губернія з частин Саратовської, Астраханської губерній та частини Області війська Донського, частина Самарської губернії увійшла до складу Саратовської губернії
- квітень новим центром Башкирської Республіки (замість Темясового) стало місто Саранськ
- травень новим центром АО німців Поволжя (Трудової комуни німців Поволжя) (замість Саратова) стало місто Баронськ (колишній Катериненштадт)
- 4 червня місто Баронськ (центр АО німців Поволжя) перейменоване у Марксштадт
- 11 липня Могилівська губернія ліквідована, територія увійшла до Гомельської губернії, малі частини до Вітебської та Смоленської губерній, створена Гомельська губернія РРФСР з Могилівської та частин Чернігівської та Мінської губерній
- 15 липня створена Єкатеринбурзька губернія з частини Пермської губернії
- 19 липня створений Киргизький край (центр — місто Актюбінськ, пізніше — Оренбург)
- 27 серпня створені Челябінська губернія з частин Оренбурзької, Тобольської та Уфимської губернії, Омська губернія з частин Тобольської губернії та Акмолінської області, Тобольська губернія перейменована на Тюменську губернію
- серпень новим центром Башкирської Республіки (замість Саранська) стало місто Стерлітамак
- Частина Олонецької губернії увійшла до Вологодської губернії

## 1920-ті роки

### 1920
- 20 березня створена Донська область (центр — Ростов-на-Дону) з частини Області війська Донського
- 1 квітня створена Брянська губернія з частин Калузької та Орловської губерній
- 6 квітня створена Далекосхідна республіка (ДСР, столиця — Верхнєудинськ) з Забайкальської, Амурської, Приморської, Камчатської та Сахалінської областей
- 16 квітня частина Області війська Донського (Таганрозький та Кам'янецький повіти) перейшла до створеної Донецької губернії УРСР (центр — Бахмут)
- 19 травня замість Башкирської Республіки створена Башкирська АРСР (центр — Стерлітамак)
- 27 травня створена Татарська АРСР (центр — Казань) з частин Казанської, Вятської, Симбірської, Самарської та Уфимської губерній. Інші частини Казанської губернії увійшли до Нижньогородської та Вятської губерній (Казанська губернія ліквідована)
- 8 червня створена Карельська АО (Карельська Трудова Комуна, КТК) (центр — Петрозаводськ) з частин Олонецької та Архангельської губерній
- 24 червня створена Чуваська АО (Чуваська Трудова Комуна) (центр — Чебоксари) з частин Казанської, Нижньогородської та Симбірської губерній
- 26 липня створена Киргизька АРСР (центр — Оренбург) до складу ввійшли Акмолинська, Семипалатинська, Тургайська та Уральська області, частина Астраханської губернії та Закаспійської області
- 20 серпня Оренбурзька губернія увійшла до складу Киргизької АРСР
- 13 вересня радянський договір між РРФСР та Хорезмською НРР
- 22 вересня створена Оренбурзько-Тургайська губернія (центр — Оренбург) Киргизької АРСР з Тургайської та Уральської областей та частини Оренбурзької губернії
- вересень Туркестанська Радянська Федеративна Республіка перетворена на Туркестанську АРСР (ТАРСР, центр — місто Ташкент, у складі РРФСР)
- 8 жовтня створена Хорезмська Народна Радянська Республіка (ХНРР, центр — Хіва, площа — 62 200, населення — 600 000 чол., 1920 рік) з Хівинського ханства та Бухарська Народна Радянська Республіка (БНРР, центр — Стара Бухара, площа — 182 193, населення — 2 200 000, 1920 рік) з Бухарського емірату
- 14 жовтня до Фінляндії відійшла частина Архангельської губернії (район Печенги — на території сучасної Мурманської області)
- жовтень новим центром Далекосхідної республіки (замість Верхньоудинська) стало місто Чита

4 листопада 1920 створена Вотська АО (центр — Глазов) з частини Вятської губернії, Марійська АО (центр — Краснококшайськ) з частин В'ятської та Нижньогородської губерній та Калмицька АО (центр — Астрахань) Киргизької АРСР з частин Астраханської, Ставропольської губерній і частин Донської та Терської областей
- 17 листопада створена Горянська АРСР (центр — Владикавказ, площа — 73 000, населення — 786 000, 6 адмін. округів) з частини Кубанської та Терської областей. Частина Терської області перетворена на Терську губернію (центр — Георгієвськ)
- 7 грудня створена Кубано-Чорноморська область (центр — Краснодар) з Кубанської області та Чорноморської губернії
- Сахалінська область перейшла до Приморської області
- частина В'ятської губернії увійшла до складу Нижньогородської губернії
- частина Петроградської губернії відішли до Естонії за мирним договором (1920), частини Псковської губернії відішли до Естонії та Латвії за мирними договорами (1920)

### 1921
- 20 січня створена Дагестанська АРСР (центр — місто Петровськ-Порт) з Дагестанської області
- 3 лютого створена Рибінська губернія з частин Ярославської та Тверської губерній, частина Тверської губернії відійшла до Московської губернії
- 4 березня радянський договір між РРФСР та БНРР (Бухарською Народною Радянською Республікою)
- 27 квітня створена Бурят-Монгольська АО Далекосхідної республіки (центр — Чита) з частини Забайкальської губернії (Ачинський, Баргузинський, Хоринський, Читинський аймаки)
- 28 травня Оренбурзько-Тургайська губернія розділена на 3 частини: створені Актюбінська, Оренбурзька, Тургайська губернії Киргизької АРСР з частин Оренбурзько-Тургайської губернії та Кустанайська губернія з частин Оренбурзько-Тургайської і Акмолінської губернії
- травень центр Дагестанської АРСР місто Петровськ-Порт перейменований на Махачкалу
- 13 червня створена Мурманська губернія з частини Архангельської, Новомиколаївська губернія з частин Алтайської та Томської губернії
- 7 серпня Закаспійська область Туркестанської АРСР (центр — Полторацьк) перейменована на Туркменську область
- 21 серпня створена Комі (Зирян) АО (центр — Усть-Сисольськ) з частин Архангельської та Північно-Двінської губерній
- 1 вересня створена Кабардинська АО (центр — Нальчик) з Кабардинського національного округу Горянської АРСР
- 18 жовтня створена Кримська АРСР (центр — Сімферополь) з частини Таврійської губернії
- 8 грудня Тургайська губернія ліквідована, увійшла до Актюбінської, Кустанайської та Оренбурзької губерній Киргизької АРСР
- частина В'ятської губернії увійшла до Татарської АРСР та Пермської губернії
- новим центром Вотської АО (замість Глазова) стало місто Іжевськ

### 1922
- 9 січня створена Монголо-Бурятська АО (центр — Іркутськ) з частин Іркутської та Забайкальської губерній (Тункінський, Аларський, Ехірит-Булагатський, Боханський та Селенгінський аймаки)
- 12 січня створена Карачаєво-Черкеська АО (центр — станиця Баталпашинськ) з Карачаївського національного округу Гірської АРСР
- 16 січня створена Кабардино-Балкарська АО (центр — Нальчик) з Кабардинської АО та Балкарського національного округу Гірської АРСР
- 16 лютого створена Якутська Автономна Республіка (ЯАР)
- 27 квітня створена Якутська АРСР з Якутської області та частини Іркутської губернії
- 1 червня створена Ойратська АО (АО Ойротія) (центр — Улала) з Горно-Алтайського повіту Алтайської губернії
- 14 червня Уфимська губернія увійшла до складу Башкирської АРСР, новою столицею Башкирської АРСР (замість Стерлітамака) стало місто Уфа
- 24 липня новим центром АО німців Поволжя (замість Марксштадта) стало місто Покровськ
- 27 липня створена Черкеська (Адигейська) АО (центр — Краснодар) з частини Кубано-Чорноморської області
- 18 серпня Олонецька губернія ліквідована, увійшла до Карельської АО, Петроградської та Вологодської губерній
- 24 серпня Черкеська (Адигейська) АО перейменована на Адигейську (Черкеську) АО
- 12 жовтня Семиреченська губернія Туркестанської АРСР перейменована на Джетисуйську (центр — Алмати)
- 15 листопада Далекосхідна республіка (ДСР) увійшла до складу РРФСР
- 30 листопада створена Чеченська АО (центр — Грозний) з Чеченського національного округу Гірської АРСР, місто Грозний с приміськими нафтопромислами виділене з Гірської АРСР (на правах губернії)
- 30 грудня року створений Союз Радянських Соціалістичних Республік. За першою Конституцією СРСР до його складу увійшли Російська Радянська Федеративна Соціалістична Республіка (РРФСР), Закавказька Радянська Федеративна Соціалістична Республіка (ЗРФСР), Українська Радянська Соціалістична Республіка (УРСР), Білоруська Радянська Соціалістична Республіка (БРСР)
- частина Смоленської губернії увійшла до Калузької губернії, частина Гомельської губернії увійшла до складу Смоленської губернії, невеликі частини Костромської губернії увійшли до складу Іваново-Вознесенської та Нижньогородської губерній, частина Симбірської та Пензенської губернії увійшла до Нижньогородської губернії, частини Рязанської та Тульської губерній увійшли до складу Московської губернії, частина Саратовської губернії увійшла до складу АО німців Поволжя

### 1923
- 1 січня створена Приамурська губернія (центр — Хабаровськ) з частини Приморської губернії, Прибайкальська губернія (центр — Верхнєудинськ) з частини Забайкальської;
- 15 лютого Рибінська губернія увійшла до складу Ярославської та Тверської губерній;
- 30 травня створена Бурят-Монгольська АРСР (центр — Верхнєудинськ) з Бурят-Монгольської АО Далекосхідної республіки та Монголо-Бурятської АО;
- 25 липня Карельська АО перетворена на Карельську АРСР;
- 1 жовтня Приамурська губернія увійшла до складу Приморської губернії;
- 3 жовтня Прибайкальська губернія увійшла до складу Бурят-Монгольської АРСР, мала частина — до Забайкальської губернії;
- 20 жовтня Хорезмська НРР перейменована на Хорезмську СРР;
- 3 листопада створена Уральська область (центр — Єкатеринбург) з Єкатеринбурзької, Пермської, Челябінської, Тюменської губерній;
- 14 листопада створений Хакаський національний повіт (центр — селище Усть-Абаканське, у складі РРФСР);
- до складу Брянської губернії увійшла частина Гомельської губернії, частина території Воронезької губернії була обміняна з Тамбовською, частина Тамбовської губернії увійшла до складу Рязанської, Пензенської, Воронезької та Нижньогородської губерній, частина Тульської губернії відійшла до Московської губернії.

### 1924
- 14 січня створена Уральська губернія Киргизької АРСР з частин Актюбінської та Оренбурзької губернії
- 26 січня Петроградська губернія перейменована на Ленінградську губернію
- 13 лютого створений Південно-Східна область (центр — Ростов-на-Дону) з Донської, Кубано-Чорноморської областей та з Ставропольської, Терської губерній, міста Грозний с приміськими нафтопромислами
- 24 березня Вітебська губернія ліквідована, більша частина увійшла до БРСР, мала частина в Псковську губернію РРФСР, частина Смоленської губернії відійшла до Білоруської РСР
- 9 травня Симбірська губернія перейменована на Ульяновську губернію
- 7 липня створені Північно-Осетинська АО (центр — Владикавказ) з Північно-Осетинського національного округу Горянської АРСР та Інгуська АО (центр — Владикавказ) з Інгуського національного округу Горянської АРСР, місто Владикавказ та (окремо) Сунженський козачий округ вийшли зі складу Горянської АРСР (на правах губерній), Горянська АРСР ліквідована
- 19 вересня Бухарська НРР перейменована на Бухарську РСР (центр — Стара Бухара)
- 14 жовтня створена Кара-Киргизька АО РРФСР (центр — Пішкек) з частин Джетисуйської, Сирдар'їнської, Самаркандської та Ферганської губерній (у складі Киргизької АРСР РРФСР) та Таджицька АРСР (центр — Дюшамбе) з частини Бухарської РСР, частин Ферганської та Самаркандської області Туркестанської АРСР
- 17 жовтня Південно-Східна область перетворена на Північнокавказький край (центр — Ростов-на-Дону)
- 27 жовтня Туркестанська АРСР, а також Бухарська та Хорезмська РСР розділилися на 2 частини: створені Туркменська РСР (столиця — Полторацьк) з Туркменської області Туркестанської АРСР, західних частин Бухарської та Хорезмської РСР та Узбецька РСР (столиця — Самарканд) з Самаркандської, Ферганської області а також частини Сирдар'їнської області Туркестанської АРСР та східних частин Хорезмської та Бухарської РСР (у склад УзРСР ввійшла Таджицька АРСР), а також частини Джетисуйської та Амудар'їнської областей, що перейшли до Киргизької АРСР РРФСР
- 19 грудня АО німців Поволжя перетворена на АРСР німців Поволжя (столиця — Поволзьк, площа — 28 200, населення — 605 500, 1939 рік)
- центр Уральської області місто Єкатеринбург перейменований на Свердловськ, новим центром Ферганської області Туркестанської АРСР (замість Скобелева) стало місто Коканд

### 1925
- 16 лютого створена Кара-Калпацька АО РРФСР (центр — Чимбай, пізніше — Турткуль) з частини Амудар'їнської області
- 26 лютого місто Владикавказ та Сунженський козачий округ увійшли до складу Північно-Кавказького краю
- 26 лютого створений Комі-Перм'яцький АО (у складі РРФСР)
- Лютий новим центром Киргизької АРСР (замість Оренбурга) стало місто Кзил-Орда
- 10 квітня Царицинська губернія перейменована на Сталінградську губернію
- 19 квітня Киргизька АРСР перейменована на Казахську АРСР (центр — місто Кзил-Орда, у складі РРФСР)
- 21 квітня Чуваська АО перетворена на Чуваську АРСР
- 25 травня створений Сибірський край (центр — Новосибірськ) з Алтайської, Єнісейської, Іркутської, Новомиколаївської, Омської та Томської губерній (до складу входила Ойротська АО), Кара-Кіргизька АО перейменована на Киргизьку АО (центр — місто Пішкек)
- 6 червня до складу Уральської губернії увійшла Букеєвська губернія
- 14 вересня Кустанайська губернія Киргизької АРСР перетворена на Кустанайський округ
- частина Тульської губернії увійшла до складу Орловської губернії

### 1926
- 4 січня створений Далекосхідний край (центр — Хабаровськ) з Амурської, Камчатської, Приморської та частини Забайкальської губерній (ліквідовані)
- 1 лютого Киргизька АО перетворена на Киргизьку АРСР (центр — місто Фрунзе (колишнє місто Пішкек))
- 26 квітня Карачаєво-Черкеська АО розділена на 2 частини: створена Карачаївська АО (центр — Баталпашинськ) та Черкеський національний округ
- 29 квітня новим центром Калмицької АРСР (замість Астрахані) стало місто Еліста
- 6 грудня ліквідована Гомельська губернія, увійшла до складу Білоруської РСР, мала частина до Брянської губернії

### 1927
- 29 квітня новим центром Казахської АРСР (замість Кзил-Орди) стало місто Алма-Ата;
- 1 серпня створена Ленінградська область з Ленінградської, Архангельської, Псковської, Мурманської, Новгородської, Череповецької губерній;
- місто Краснококшайськ (центр Марійської АО) перейменований в Йошкар-Олу

### 1928
- 30 квітня створена Черкеська АО (центр — Баталпашинськ) з Черкеського національного округу
- 14 травня створена Середньоволзька область (центр — Самара) з Самарської, Оренбурзької, Ульяновської, Пензенської та частини Саратовської губерній, Центральночорноземна область (центр — Воронеж) з Воронезької, Курської, Орловської, Тамбовської губерній
- 21 травня створена Нижньоволзька область (центр — Саратов) з Астраханської, Сталінградської, Саратовської та частини Самарської губерній (до складу входила Калмицька АО)
- 11 червня Нижньоволзька область перетворена на Нижньоволзький край (до складу входили АРСР німців Поволжя, Калмицька АО)
- 16 липня створений Мордовський національний округ (в складі Середньоволзького краю РРФСР)
- 13 серпня року Адигейська (Черкеська) АО перейменована на Адигейську АО (у складі РРФСР)
- 15 серпня ліквідовані Акмолинська, Семипалатинська, Сирдар'їнська та Уральська області Киргизької АРСР

### 1929
- 14 січня створені Центральнопромислова область (центр — Москва) з Московської, Тверської, Тульської та Рязанської губерній, Івановська промислова область (центр — Іванове) з Володимирської, Іваново-Вознесенської, Костромської та Ярославської губерній, Західна область (центр — Смоленськ) з Брянської, Калузької, Смоленської губерній, Нижньогородська область з Нижньогородської та частин Костромської, Вятської і Володимирської губерній (до складу входили Чуваська АРСР, Марійська АО, Удмуртська АО), Північний край (центр — Архангельськ) з Архангельської, Вологодської, Північно-Двінської та частини Вятської губерній (до складу входила Комі АО, губернії ліквідовані)
- 3 червня Центральнопромислова область перейменована на Московську область
- 15 липня Нижньогородська область перетворена на Нижньогородський край, створений Ненецький національний округ (центр — селище Тельвисочне, у складі Північного краю РРФСР)
- 20 жовтня Середньоволзька область перетворена на Середньоволзький край
- грудень до складу Ненецької АО увійшла Пустозерська волость

## 1930-ті роки

### 1930
- 10 січня створена Мордовська АО (центр — Саранськ) з Мордовського національного округу Середньоволзького краю
- 20 липня Кара-Калпацька АО вийшла зі складу Казахської АРСР (у складі РРФСР)
- 30 липня Сибірський край розділений на 2 частини: створені Західно-Сибірський край (центр — Новосибірськ) з частини Сибірського краю (до складу входили Ойротська АО, Хакаська АО) та Східно-Сибірський край (центр — Іркутськ) з частини Сибірського і частини Далекосхідного країв (до складу входили Таймирський, Евенкійський та Вітимо-Олекмінський національні округи)
- 20 серпня створений Біро-Біджанський національний район (центр — селище Тихонька, у складі Далекосхідного краю РРФСР)
- 20 жовтня створена Хакаська АО (центр — місто Хакаськ, у складі Західно-Сибирського краю РРФСР)
- 10 грудня створені Ямальський (Ненецький) національний округ (центр — місто Обдорськ, пізніше — місто Салехард, у складі Уральської області РРФСР), Остяко-Вогульський національний округ (центр — селище Самарове, у складі Уральської області РРФСР), Евенкійський національний округ (центр — селище Туринська База, у складі Східно-Сибірського краю РРФСР), Корякський національний округ (у складі Камчатської області Хабаровського краю РРФСР), Таймирський (Долгано-Ненецький) національний округ (у складі Східно-Сибірського краю РРФСР) та Чукотський національний округ (у складі Камчатської області Хабаровського краю РРФСР)
- центр Комі (Зирян) АО місто Усть-Сисольськ перейменований на Сиктивкар

### 1931
- 7 листопада новим центром Ненецького національного округу (замість селища Тельвисочного) стало місто Нар'ян-Мар
- місто Владикавказ (центр Північно-Осетинської АО) перейменований на Орджонікідзе, місто Хакаськ (центр Хакаської АО) перейменований на Абакан, селище Тихоньке (центр Біро-Біджанського національного району) перетворений у місто Біробіджан, місто Поволзьк (центр АРСР німців Поволжя) перейменоване в Енгельс

### 1932
- 1 січня Вотська АО перейменована в Удмуртську АО (у складі Нижньогородського краю РРФСР)
- 2 березня АО Ойротія перейменована на Ойратську АО (центр — місто Ойрот-Тура (Улала))
- 20 березня Кара-Калпацька АО перетворена на Кара-Калпацьку АРСР (у складі РРФСР)
- 7 жовтня Нижньогородський край перейменований на Горьківський край
- 20 жовтня створена Амурська, Сахалінська (центр — місто Олександрівськ-Сахалінський) та Камчатська області у складі Далекосхідного краю
- у складі Західно-Сибірського краю створений Наримський округ

### 1933
- 20 листопада у складі Північнокавказького краю створена Північна область (центр — Міллерове)
- 15 грудня новим центром Кара-Калпацької АРСР (замість Турткуля) став Нукус

### 1934
- 10 січня створений Азово-Чорноморський край (центр — Ростов-на-Дону) з частини Північно-Кавказького краю (до складу входять Адигейська АО та Північна область), новим центром Північнокавказького краю (замість Ростова-на-Дону) став П'ятигорськ. Нижньоволзький край розділений на 2 частини: створений Саратовський край (до складу входила АРСР німців Поволжя) та Сталінградський край (до складу входила Калмицька АО)
- 15 січня створена Чечено-Інгуська АО (центр — Грозний) з Інгуської АО та Чеченської АО
- 17 січня Уральська область розділена на 3 частини: створена Свердловська область з частини Уральської області, Челябінська область з частини Уральської області, Об-Іртишська (центр — Тюмень) область з частини Уральської області (до складу входили Остяко-Вогульський та Ямальський національні округи)
- 3 травня створена Єврейська АО (у складі РРФСР)
- 13 червня Центральночорноземна область розділена на 2 частини: створена Воронезька і Курська області
- 5 липня Північна область Азово-Чорноморського краю перетворена на Північно-Донецький округ
- 22 липня у складі Далекосхідного краю створені Зейська область (центр — Рухлове), Приморська область (центр — Владивосток), Уссурійська область (центр — Ворошилов), Нижньоамурська область (центр — Миколаївськ-на-Амурі) та Хабаровська область
- 7 грудня створена Омська область з Об-Іртишської та частин Челябінської області і Західно-Сибірського краю (до складу входили Остяко-Вогульський та Ямальський національні округи), Оренбурзька область з частини Середньоволзького краю, Красноярський край з частини Західно-Сибірського краю, Кіровський край з частини Горьківського краю та частини Північної області (до складу входила Удмуртська АО)
- 20 грудня Мордовська АО перетворена на Мордовську АРСР
- 28 грудня Удмуртська АО перетворена на Удмуртську АРСР
- центр Черкеської АО місто Баталпашинськ перейменований на Сулімов, центр Бурятської АРСР місто Верхнєудинськ перейменований на Улан-Уде

### 1935
- 27 січня Середньоволзький край перейменований на Куйбишевський край
- 29 січня створена Калінінська область з частин Московської, Західної та Ленінградської областей
- 20 жовтня Калмицька АО перетворена на Калмицьку АРСР

### 1936
- 10 січня новим центром Північнокавказького краю (замість П'ятигорська) стало Орджонікідзе
- 11 березня Івановська промислова область розділена на 2 частини: створені Івановська та Ярославська області
- 10 квітня новим центром Адигейської АО (замість Краснодара) став Майкоп
- 5 грудня за новою Конституцією СРСР зі складу РРФСР вийшли Казахська РСР (центр — Алма-Ата) з Казахської АРСР та Киргизька РСР (центр — Фрунзе) з Киргизької АО, Кара-Калпацька АРСР перейшла зі складу РРФСР до Узбецької РСР
- 5 грудня за новою Конституцією СРСР створені такі автономні радянські соціалістичні республіки: Кабардино-Балкарська АРСР з Кабардино-Балкарської АО, Комі АРСР з Комі (Зирян) АО, Марійська АРСР з Марійського АО, Північно-Осетинська АРСР з Північно-Осетинської АО, Чечено-Інгуська АРСР з Чечено-Інгуської АО
- 5 грудня за новою Конституцією СРСР створені такі автономні області: Адигейська АО перейменована з Адигейської (Черкеської) АО
- 5 грудня за новою Конституцією СРСР ліквідувалися такі краї: Горьківський край перетворен на Горьківську область, Кіровська область з Кіровського краю, Куйбишевська область з Куйбишевського краю, Саратовська область з Саратовського краю, Сталінградська область з Сталінградського краю, Північна область (центр — Архангельськ) з Північного краю, Східно-Сибірська область з Східно-Сибірського краю (центр — Іркутськ), зі складу Північнокавказького краю вийшли Дагестанська АРСР, Кабардино-Балкарська АО, Північно-Осетинська АО, Чечено-Інгуська АО, залишилися Черкеська та Карачаївська АО)

### 1937
- 13 березня Північнокавказький край перетворений на Орджонікідзевський край (центр — Орджонікідзе) (до складу входили Черкеська АО, Карачаївська АО), створена Ростовська область з частини Азово-Чорноморського краю, Краснодарський край з частини Азово-Чорноморського краю, Азово-Чорноморський край ліквідований
- 23 вересня Північна область розділена на 2 частини: створені Архангельська та Вологодська області
- 26 вересня створені Рязанська область з частин Московської і Воронезької областей, Тульська область з частини Московської області, Східно-Сибірська область розділена на частини: створена Іркутська область з частини Східно-Сибірської області, Читинська область з частини Східно-Сибірської області з приєднанням Зейської області (остання ліквідована) Далекосхідного краю, створені Агінський Бурят-Монгольський національний округ (у складі Читинської області РРФСР) та Усть-Ординський Бурят-Монгольський національний округ (у складі Іркутської області РРФСР)
- 27 вересня створена Орловська область з частин Курської і Західної областей, Смоленська область з Західної області, Тамбовська область з частин Воронезької і Куйбишевської областей
- 28 вересня Західно-Сибірський край розділений на 2 частини: створена Новосибірська область та Алтайський край (центр — Барнаул)
- центр Черкеського АО місто Сулімов перейменований на Єжово-Черкеськ

### 1938
- 28 травня створена Мурманська область з частин Ленінградської області та Карельської АРСР
- 12 серпня центр Евенкійського національного округу селище Туринська База перейменоване на селище Тура
- 3 жовтня створена Пермська область з частини Свердловської області
- 20 жовтня Далекосхідний край розділений на 2 частини: створений Хабаровський край (області: Амурська, Нижньоамурська, Сахалінська, Камчатська та частина Хабаровської області Далекосхідного краю перейшли до Хабаровського краю) та Приморський край (до складу перейшли Приморська, Уссурійська та частина Хабаровської області Далекосхідного краю)
- 26 грудня Оренбурзька область перейменована на Чкаловську область
- у складі Орджонікідзевського краю створений Кізлярський округ

### 1939
- 4 лютого створена Пензенська область з частин Куйбишевської, Саратовської і Тамбовської областей
- 26 травня новим центром Орджонікідзевського краю (замість Орджонікідзе) став Ворошиловськ (нині — Ставрополь)
- 30 листопада початок Радянсько-Фінляндської війни
- центр Черкеського АО місто Єжово-Черкеськ перейменований на Черкеськ

## 1940-ві роки

### 1940
- 8 березня Пермська область перейменована на Молотовську область
- 12 березня Кінець Радянсько-Фінляндської війни. Фінляндія передала СРСР територію Карельського перешийка (150 км від Ленінграду), північно-західного узбережжя Ладозького озера, район Куолаярві, а також території на півостровах Середній та Рибачий
- 31 березня створена Карело-Фінська РСР (столиця — Петрозаводськ) з колишньої Карельської АРСР, вийшла зі складу РРФСР
- 23 грудня Остяко-Вогульський національний округ перейменований на Ханти-Мансійський національний округ (у складі РРФСР)

### 1941
- 28 серпня ліквідована АРСР німців Поволжя (територія перейшла до Саратовської та Сталінградської областей РРФСР)

### 1943
- 12 січня Орджонікідзевський край перетворений на Ставропольський край
- 19 січня створена Ульяновська область з частин Куйбишевської і пензенської областей
- 26 січня створена Кемеровська область з частини Новосибірської області
- 6 лютого створена Курганська область з частин Челябінської і Омської областей
- 18 вересня Уссурійська та Приморська області увійшли до складу Приморського краю
- жовтень ліквідована Карачаївська АО (територія віддана Грузинської РСР)
- 27 грудня ліквідована Калмицька АРСР (територія перейшла головним чином до Астраханської області, а також до Ростовської, Сталінградської та до Ставропольського краю), створена Астраханська область з частини Сталінградської області та частини ліквідованої Калмицької АРСР

### 1944
- 7 березня ліквідована Чечено-Інгуська АРСР (територія розділена між Ставропольським краєм та створеною 22 березня 1944 Грозненської області, територія колишньої Інгуської АО перейшла до складу Північно-Осетинської АРСР)
- 22 березня створена Грозненська область з Чечено-Інгуської АРСР та частин Дагестанської АРСР, Ставропольського краю
- 23 березня ліквідована Карачаївська АО
- 8 квітня ліквідована балкарська частина Кабардино-Балкарської АРСР (остання перейменована на Кабардинську АРСР)
- 5 липня створена Брянська область з частини Орловської та Калузька область з частин Тульської, Московської, Смоленської і Орловської областей, Новгородська область з частин Ленінградської і Калінінської областей
- 13 липня створена Костромська область з частин Ярославської, Івановської, Горьківської та Вологодської областей
- 13 серпня створена Томська область з частин Новосибірської, Кемеровської областей і частини Алтайського краю
- 14 серпня створена Володимирська область з частини Івановської, Горьківської та Московської областей, Тюменська область з частин Омської та Курганської областей
- 22 серпня створена Великолуцька область з частин Калінінської, Новгородської і Смоленської областей
- 23 серпня створена Псковська область з частин Ленінградської і Калінінської областей, волостей Естонської РСР і Латвійської РСР
- 19 вересня мирна угода між СРСР та Фінляндією. Область Печенги (фінська Петсамо) перейшла до складу СРСР
- 11 жовтня з Тувинської Народної Республіки, що вступила до складу СРСР, створено Тувинську АО (центр — Кизил)
- місто Орджонікідзе (центр Північно-Осетинської АРСР) перейменоване у Дзауджікау

### 1945
- 8 травня кінець Великої Вітчизняної війни СРСР та Німеччиною. До складу СРСР увійшли території Кенігсбергу (Східна Пруссія), Клайпеди
- 30 червня створена Кримська область РРФСР (центр — Сімферополь) з колишньої Кримської АРСР

### 1946
- 2 лютого з отриманої від Японії південної частини острова Сахалін та Курильських островів створена Південно-Сахалінська область (центр — Південно-Сахалінськ) у складі Хабаровського краю
- 7 квітня з радянської частини Східної Пруссії (місто Кенігсберг та прилеглі території) створена Кенігсбергська область РРФСР
- 4 липня Кенігсбергська область перейменована на Калінінградську

### 1947
- 2 січня Сахалінська область виділена зі складу Хабаровського краю (до складу Сахалінської області увійшла територія Південно-Сахалінської області). Новим центром області (замість Олександрівська-Сахалінського) стало місто Південно-Сахалінськ
- 3 лютого Фінляндія передала СРСР територію поблизу гідроелектростанції Яніскоскі (176 км²)

### 1948
- 7 січня Ойротська АО перейменована на Горно-Алтайську АО (центр — Горно-Алтайськ (колишнє Ойрот-Тура)
- 2 серпня Амурська область виділена з Хабаровського краю, приєднана частина Читинської області

## 1950-ті роки

### 1950
- новим центром Ханти-Мансійського національного округа (замість селища Самарового) стало місто Ханти-Мансійськ

### 1952
- 8 травня у складі Татарської АРСР створені Казанська та Чистопольська області
- 29 травня у складі Башкирської АРСР створені Уфимська та Стерлітамацька області

### 1953
- 21 лютого у складі Татарської АРСР створена Бугульмінська область з частин Казанської та Чистопольської областей Татарської АРСР
- 30 квітня Уфимська та Стерлітамацька області Башкирської АРСР, а також Казанська, Чистопольська та Бугульминська області Татарської АРСР ліквідовані
- 3 грудня створена Магаданська область з частини Хабаровського краю

### 1954
- 6 січня створена Білгородська область з частин Курської і Воронезької та Липецька область з частин Воронезької, Орловської, Рязанської і Курської областей, Балашовська область з частин Саратовської, Сталінградської, Воронезької та Тамбовської області, Кам'янська область (центр — Кам'янськ-Шахтинський) з частин Ростовської, Воронезької, Сталінградської областей
- 7 січня створена Арзамаська область з частини Горьківської області
- 19 лютого Кримська область РРФСР передана до складу Української РСР
- місто Дзауджікау (центр Північно-Осетинської АРСР) перейменоване в Орджонікідзе

### 1956
- 23 січня Камчатська область виділена з Хабаровського краю, Нижньоамурська область увійшла до складу Хабаровського краю
- 16 липня до складу РРФСР увійшла Карело-Фінська РСР (перетворена на АРСР)

### 1957
- 9 січня створена (відновлена) Калмицька АО (центр — Еліста) з частин Ставропольского краю та Астраханської області, Черкеська АО (з відновленою автономією карачаївців) перетворена на Карачаєво-Черкеську АО, відновлена Чечено-Інгуська АРСР та Кабардино-Балкарська АРСР
- 8 березня Молотовська область перейменована на Пермську область
- 10 квітня Грозненська область ліквідована, увійшла до складу Чечено-Інгуської АРСР, Дагестанської АРСР, Ставропольського краю
- 23 квітня Арзамаська область увійшла до складу Горьківської області
- 2 жовтня року Великолуцька область ліквідована, увійшла до складу Псковської та Калінінської областей
- 19 листопада Балашовська область ліквідована, увійшла до складу Саратовської, Сталінградської, Воронезької та Тамбовської областей, Кам'янська область ліквідована, увійшла до складу Ростовської, Воронезької та Сталінградської областей
- 4 грудня Чкаловська область перейменована на Оренбурзьку область

### 1958
- 7 липня Бурят-Монгольська АРСР перейменована на Бурятську АРСР
- 29 липня Калмицька АО перетворена на Калмицьку АРСР
- 16 вересня Агінський Бурят-Монгольський національний округ перейменований на Агінський Бурятський національний округ, Усть-Ординський Бурят-Монгольський національний округ перейменований на Усть-Ординський Бурятський національний округ

## 1960-ті роки

### 1961
- 10 жовтня Тувинська АО перетворена на Тувинську АРСР
- 10 листопада Сталінградська область перейменована на Волгоградську (разом з центром)

## 1970-ті роки

### 1977
- 7 жовтня році національні округи РРФСР перейменовані на автономні округи

## Карти

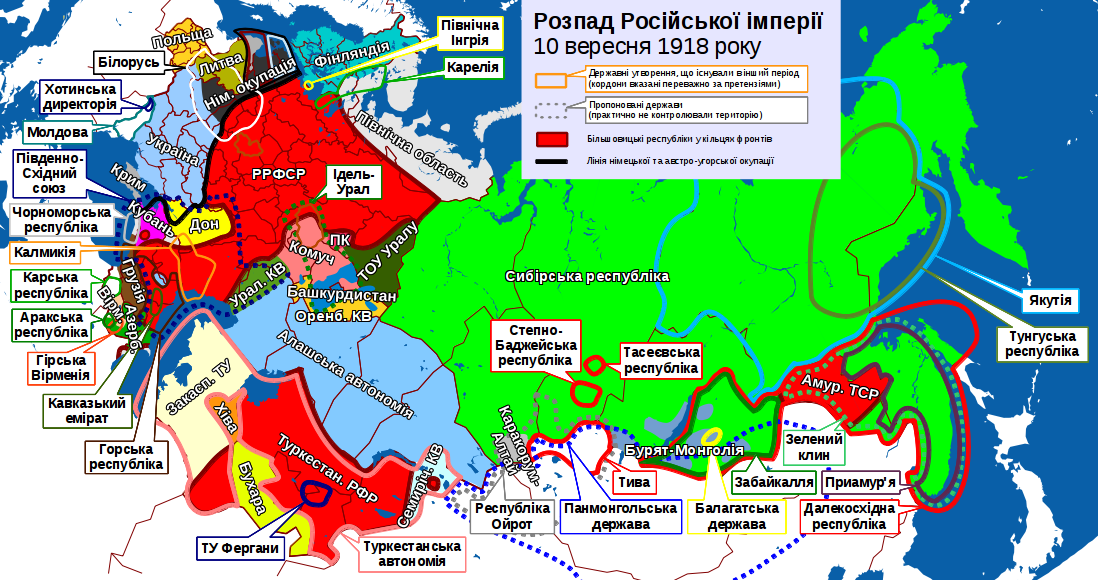
Розпад Російської імперії у 1918 році
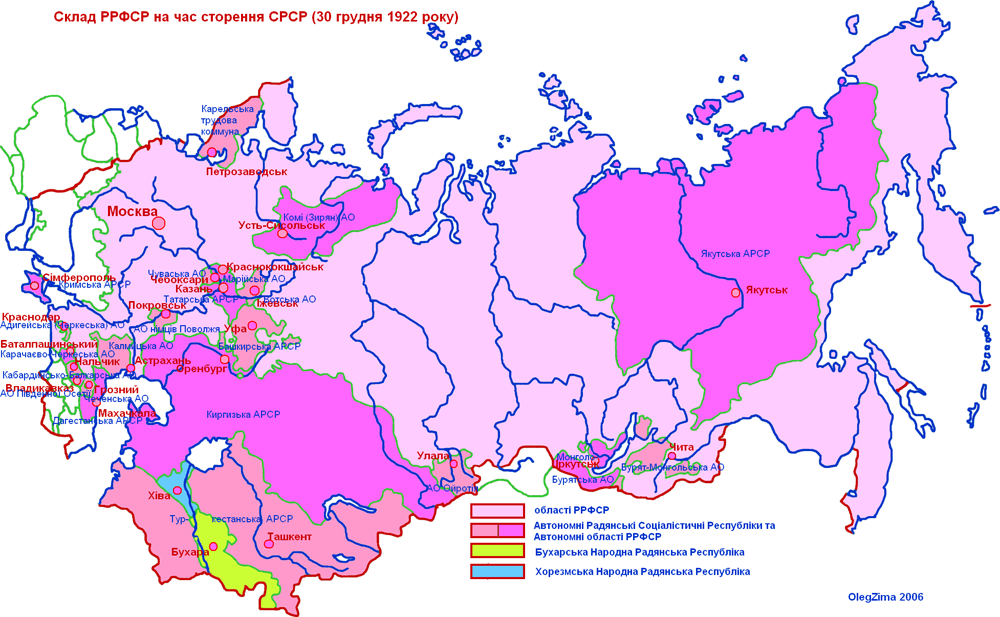
Склад РРФСР у 1922
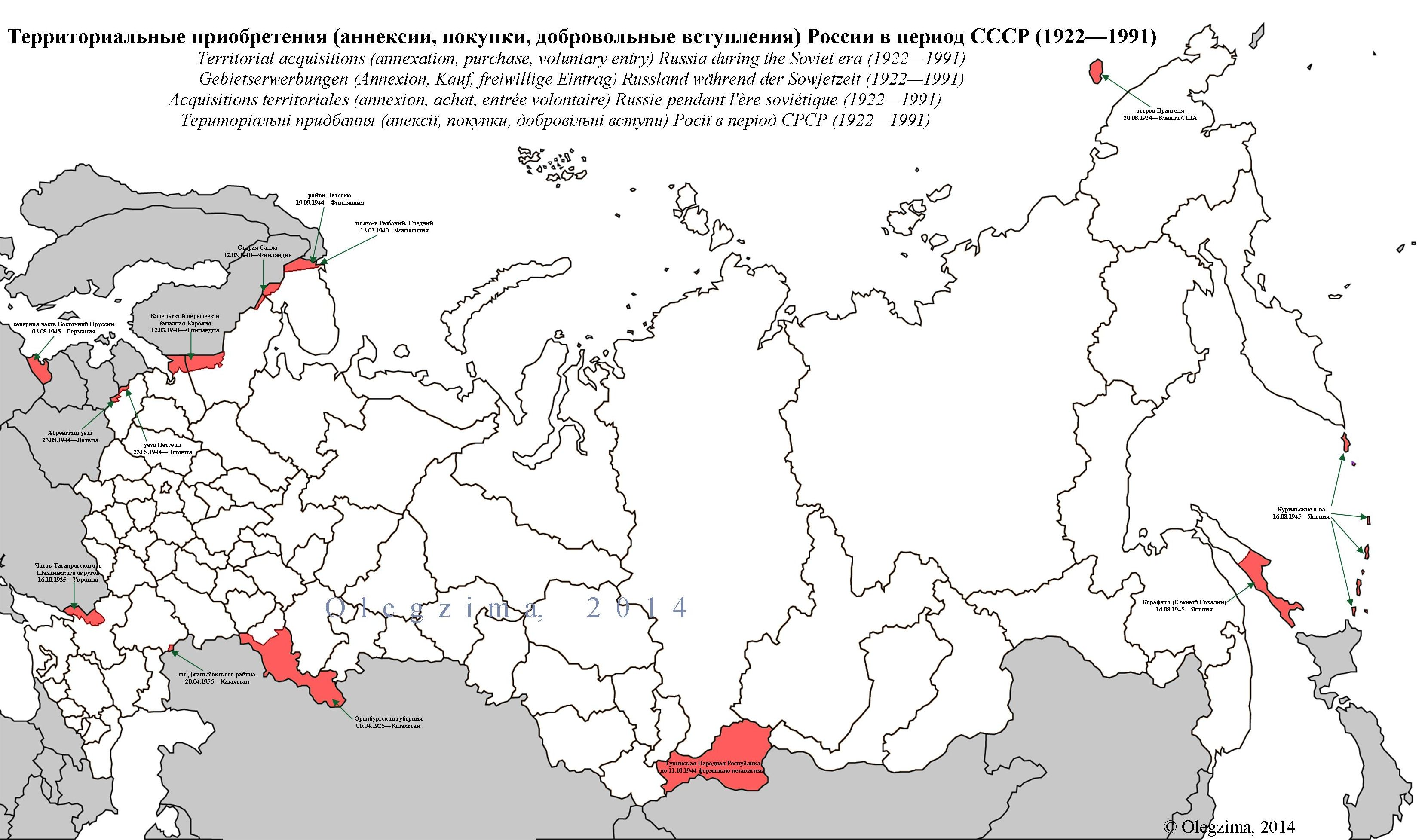
Територіальні надбання РРФСР у 1922-1991 роках
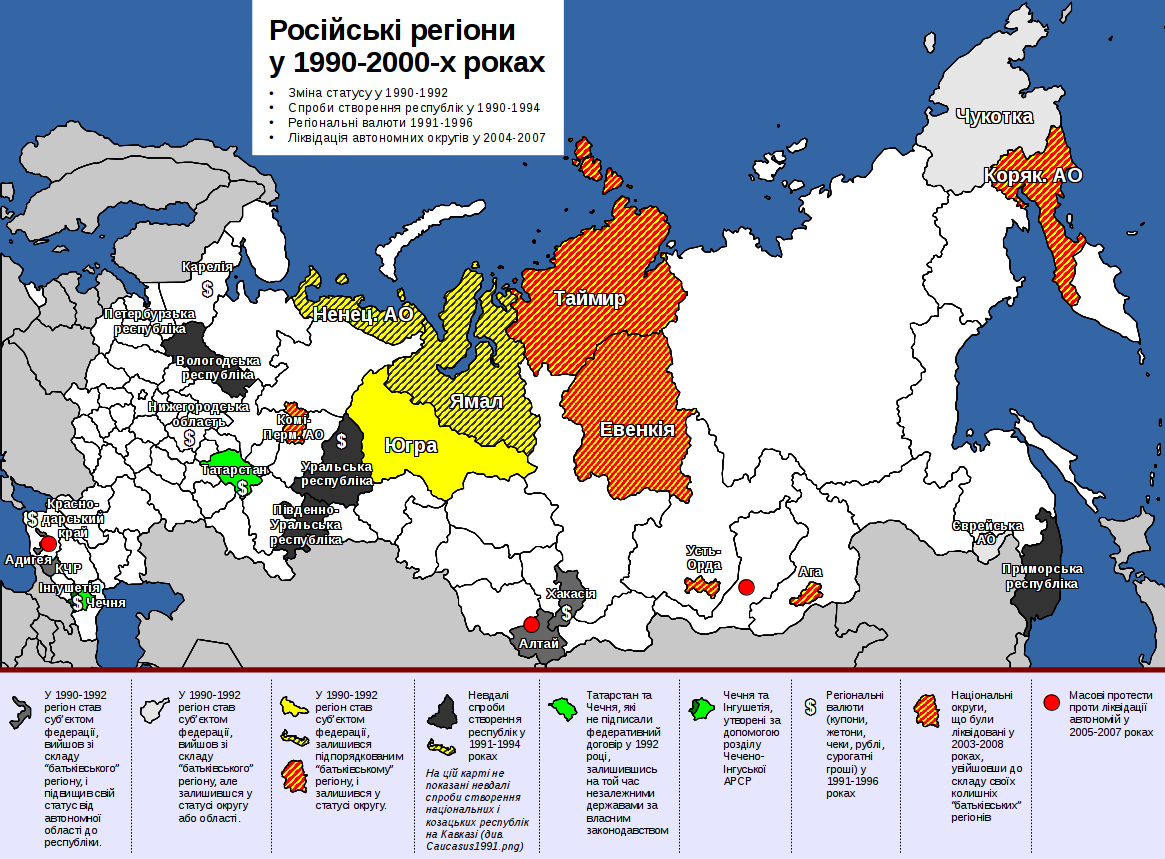
Автономізація регіонів Росії під час розпаду Радянського Союзу
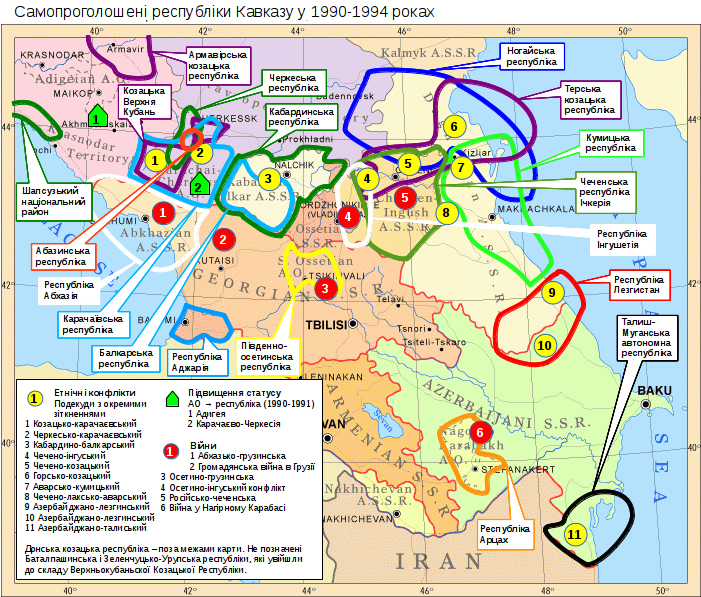
Автономізація регіонів Кавказу під час розпаду Радянського Союзу